# 타이베이 난강 중고등학교

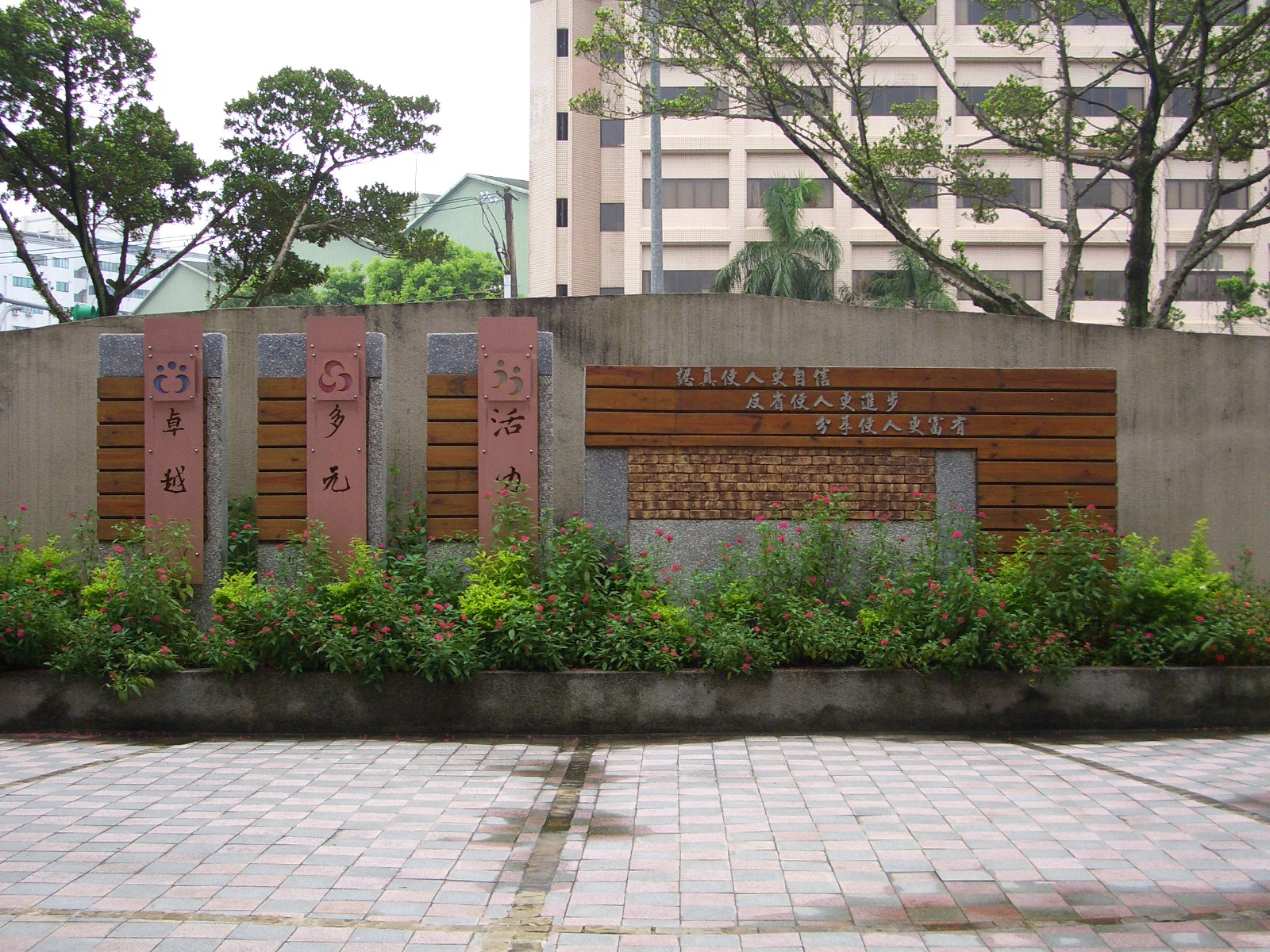
타이베이 난강 중고등학교 입구

타이베이 난강 중고등학교(臺北市立南港高級中學)는 중화민국 타이베이의 공립 중고등학교이다. 1967년 중화민국 타이완 타이베이에서 개교했다.